# Manuel Samaniego Barriga
Manuel Samaniego Barriga (Angamacutiro, Michoacán, 10 de octubre de 1930 - Ciudad de México, 26 de junio de 2005) fue un eclesiástico católico mexicano.

## Biografía
Cursó sus estudios eclesiásticos en el Seminario de Morelia, arquidiócesis a la que pertenecía su pueblo natal.
Recibió la ordenación sacerdotal el 19 de diciembre de 1953.
Fue vicepárroco en la Ciudad de Morelia durante los primeros años de su sacerdocio, luego fue nombrado Cosiliario diocesano de Acción Católica. Desde entonces el Apostolado de los Laicos ha sido su principal actividad.
Consiliario General de las organizaciones de Apostolado Laical en la Arquidiócesis de Morelia
El papa Pablo VI lo nombró obispo titular de Passo Corese y auxiliar de la Diócesis de Saltillo el 31 de mayo de 1969; fue consagrado el 6 de agosto del mismo año.
El mismo papa Pablo VI lo trasladó a la Sede Residencial de la Diócesis de Ciudad Altamirano el 14 de enero de 1971.
El papa Juan Pablo II erigió la Diócesis de Cuautitlán el 10 de febrero de 1979, designándolo su primer obispo.
Delegado de la CEM en la III Conferencia General del Episcopado Latinoamericano, realizada en Puebla, México, en 1979.
Vocal de la Comisión Episcopal de Evangelización y Catequesis en el trienio 1980-1983; para el trienio 1983-1985 es elegido Representante de la Región Pastoral Metropolitana y Vocal de las Comisiones Episcopales de Evangelización y Catequesis y de Pro Sede CEM; para el trienio 1985-1988 repitió como representante de la Región Pastoral Metropolitana Circundante; para el trienio 1991-1994 fue elegido presidente de la Comisión Episcopal para el Apostolado de los Laicos, cargo que repitió en el trienio 1994-1997.
La CEM lo elige como participante de las Asambleas Generales Ordinarias del Sínodo para los Obispos en 1974 (27 sept. Al 26 de oct.) y en 1977 (30 de septiembre al 29 de octubre) convocados por Pablo VI.
Murió el día 26 de junio del 2005.